# Jouy-le-Moutier
Pour les articles homonymes, voir Jouy et Moutier (homonymie).
Jouy-le-Moutier  est une commune française située dans le département du Val-d'Oise, en région Île-de-France.

## Géographie

### Localisation
Jouy-le-Moutier est une ville du Vexin français, en grande banlieue nord-ouest de Paris, située sur la rive droite de l'Oise et à trente kilomètres au nord-ouest de Paris.
La commune fait partie de la ville nouvelle de Cergy-Pontoise.
Elle se trouve dans l'aire d'attraction de Paris ainsi que dans son unité urbaine et son bassin de vie, et fait partie de la zone d'emploi de Cergy-Vexin.

### Communes limitrophes
La commune est limitrophe de Maurecourt, Vauréal, Neuville-sur-Oise, Triel-sur-Seine et Boisemont.
| Boisemont       | Vauréal         |                   |
|                 | Jouy-le-Moutier | Neuville-sur-Oise |
| Triel-sur-Seine | Maurecourt      |                   |

### Géologie et relief
La superficie de la commune est de 6,89 km2 ; son altitude varie de 21  à   175 mètres.

### Hydrographie

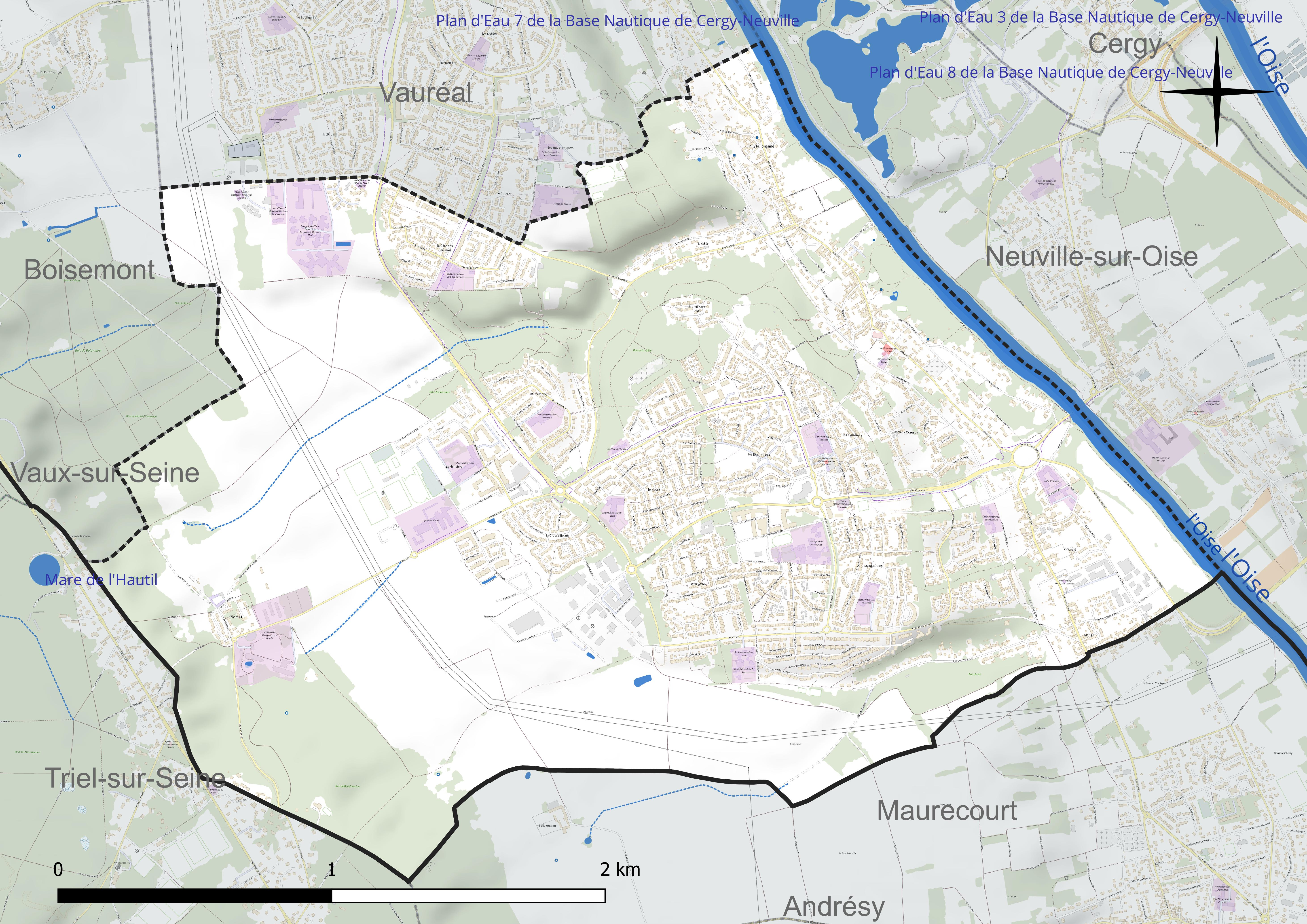
Carte hydrographique de la commune.

Le territoire communal est limité au nord-est par le lit de l'Oise, l'un des principaux affluents du fleuve la Seine.

### Climat
Pour des articles plus généraux, voir Climat de l'Île-de-France et Climat du Val-d'Oise.
En 2010, le climat de la commune est de type climat océanique dégradé des plaines du Centre et du Nord, selon une étude du CNRS s'appuyant sur une série de données couvrant la période 1971-2000. En 2020, Météo-France publie une typologie des climats de la France métropolitaine dans laquelle la commune est exposée à un climat océanique et est dans la région climatique Sud-ouest du bassin Parisien, caractérisée par une faible pluviométrie, notamment au printemps (120 à 150 mm) et un hiver froid (3,5 °C).
Pour la période 1971-2000, la température annuelle moyenne est de 11,2 °C, avec une amplitude thermique annuelle de 14,9 °C. Le cumul annuel moyen de précipitations est de 669 mm, avec 10,8 jours de précipitations en janvier et 7,9 jours en juillet. Pour la période 1991-2020, la température moyenne annuelle observée sur la station météorologique la plus proche, située sur la commune de Boissy-l'Aillerie à 6 km à vol d'oiseau, est de 11,2 °C et le cumul annuel moyen de précipitations est de 635,8 mm,. Pour l'avenir, les paramètres climatiques de la commune estimés pour 2050 selon différents scénarios d'émission de gaz à effet de serre sont consultables sur un site dédié publié par Météo-France en novembre 2022.

## Urbanisme

### Typologie
Au 1er janvier 2024, Jouy-le-Moutier est catégorisée grand centre urbain, selon la nouvelle grille communale de densité à sept niveaux définie par l'Insee en 2022.
Elle appartient à l'unité urbaine de Paris, une agglomération inter-départementale regroupant 407  communes, dont elle est une commune de la banlieue,,.
Par ailleurs la commune fait partie de l'aire d'attraction de Paris, dont elle est une commune du pôle principal,. Cette aire regroupe 1 929 communes,.

### Occupation des sols

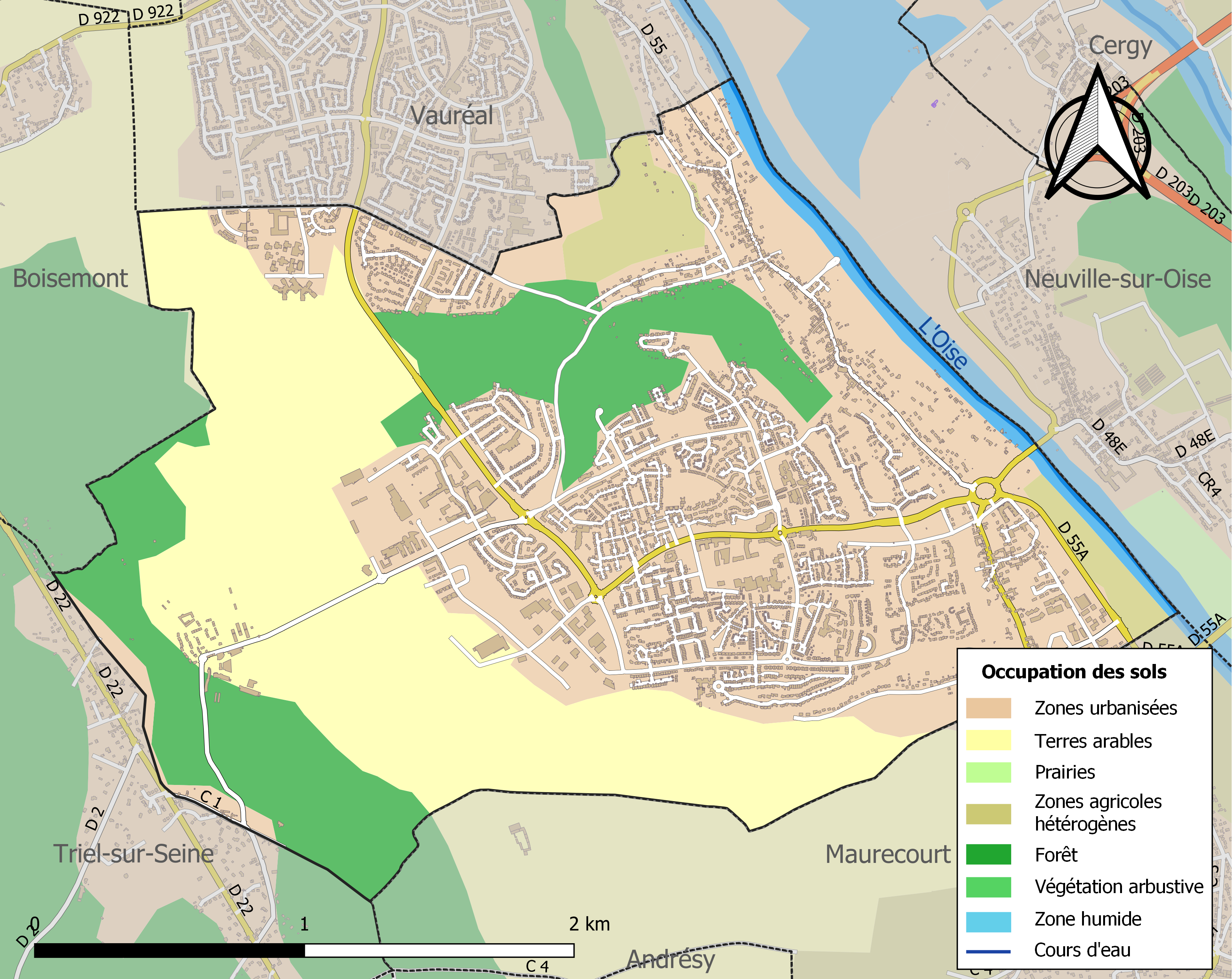
Carte des infrastructures et de l'occupation des sols de la commune en 2018 (CLC).

### Lieux-dits, hameaux et écarts
La commune comprend outre le vieux village et la ville nouvelle, les hameaux de Vincourt, Glatigny, Jouy-la-Fontaine et Écancourt.

### Habitat et logement
En 2021, le nombre total de logements dans la commune était de 6 377, alors qu'il était de 5 736 en 2016 et de 5 689 en 2011.
Parmi ces logements, 94,8 % étaient des résidences principales, 1,4 % des résidences secondaires et 3,8 % des logements vacants. Ces logements étaient pour 69,2 % d'entre eux des maisons individuelles et pour 30,5 % des appartements.
Le tableau ci-dessous présente la typologie des logements à Jouy-le-Moutier en 2021 en comparaison avec celle du Val-d'Oise et de la France entière. Une caractéristique marquante du parc de logements est ainsi la faible proportion des résidences secondaires et logements occasionnels (1,4 %) par rapport au département (1,5 %) et à la France entière (9,7 %).
| Typologie                                               | Jouy-le-Moutier | Val-d'Oise | France entière |
| ------------------------------------------------------- | --------------- | ---------- | -------------- |
| Résidences principales (en %)                           | 94,8            | 92,4       | 82,2           |
| Résidences secondaires et logements occasionnels (en %) | 1,4             | 1,5        | 9,7            |
| Logements vacants (en %)                                | 3,8             | 6          | 8,1            |

La commune respecte les obligations qui lui sont faites par l'article 55 de la loi SRU de disposer d'au moins 25 % de son parc de résidences principales constituées de logements sociaux

### Voies de communication et transports
Jouy-le-Moutier n'est desservie par aucune gare. La station de chemin de fer la plus proche est la gare de Neuville-Université sur la ligne A du RER et sur le réseau Transilien Paris Saint-Lazare de la SNCF.
Le réseau Cergy-Pontoise Confluence, qui remplace la STIVO en 2024, dessert Jouy-le-Moutier:
- 1203 : Vers Cergy - Le Haut et vers Neuville sur Oise
- 1207 : De Vauréal les Toupets vers Cergy - Préfecture
- 1207 : De Ecancourt vers Cergy - Préfecture

## Toponymie
Jouy est attesté sous la forme latinisée Gaudiaci vers 1116 puis vers 1151-1161, en 1220, puis Joiacum, Joy en 1195 et Joi en 1269, on lit dans la charte d'abonnement des tailles de Andresiaco et Joiaco mais également Valle Joiaci, Joyaco en 1482, puis Jouy-le-Moustier. Elle s'est nommée occasionnellement Joui-sur-Oise.
Le nom de la commune est issu d’un gallo-roman *gaudiacu très fréquent (généralement latinisé en Gaudiacum, voir Jouy, Gouy, Jaujac, Gaujac), sur la base de l'anthroponyme Gaudius, surnom chrétien basé sur gaudium, gaudia > joie, suivi du suffixe d'origine gauloise -acum. Le déterminant -le-Moutier se réfère à l'église, moutier ayant précisément signifié « église » (en dérivant de monastērium, monastère)  en ancien français.

## Histoire

### Préhistoire
Situé entre le massif de l'Hautil et l’Oise, le territoire jocassien est occupé dès le Néolithique, comme en témoignent le menhir de Jouy-la-Fontaine et quelques haches de pierre polie retrouvées çà et là.

### Ancien Régime
Le lieu est cité pour la première fois au XIe siècle par l'écrivain de la vie de Hildeburge de Gallardon  qui vivait sous le règne de Philippe Ier. Elle était fille d'Hervé 1er de Gallardon. Après avoir fondé un hôpital à Ivry, aux confins des diocèses de Chartres et d'Evreux  elle fuit cette région, à cause des guerres, et se retire avec son fils Goellus (Ascelin Goël) dans une terre proche du village de Joui situé sur l'Oise : « in confinio Gaudiaci Villae quoe est super Isaram ». Elle se retire ensuite à l'abbaye Saint-Martin de Pontoise et à sa mort la terre de Gaudiaci Villae sur le territoire de Joui est donnée à l'abbaye. Cette donation est confirmée vers 1116 par Ascelin Goël dans lequel Jouy est nommé Gaudiaci
Toujours au XIIe siècle, entre 1151 et 1161, le cartulaire de l'abbaye Saint-Martin de Pontoise fait état du don d'un fief au Val de Jouy, par Robert de Liancourt et ses hoirs. Le val de Jouy est nommé Valle Gaudiaci
Une bulle de Calixte II puis d'Innocent II, indique que les religieux vivant à Jouy n'ont ni église, ni monastère.
Il est généralement admis que la paroisse de Jouy est créée par démembrement de celle d'Andrésy en 1252 à cause de l'étendue du territoire. Toutefois Jean Lebeuf pense que ce démembrement est beaucoup plus ancien, et date d'au moins des IXe et Xe siècles. La paroisse de Lieux fut elle-même créée, vers 1253, à partir d'une partie de la paroisse de Jouy en raison de sa population vigneronne en augmentation.
La paroisse, qui dépend du bailliagebaillage et de la coutume de Senlis, est totalement agricole l'ensemble du territoire est en vignes, en terre et en prés. Les hameaux et écart de Jouy sont alors nombreux ; Jouy-la-Fontaine, Vincourt, la Seaule, Vallée d'Orvilliers, Ecancourt comprenant deux maisons de Triel, Petite-belle-Fontaine, Grande-belle-Fontaine et Glatigny
Au début du XIIe siècle les moines du prieuré Saint-Martin-des-Champs possédent dans la vallée de Jouy un labourage, un cens et des hôtes donnés par un moine nommé Bérenger avec le consentement d'Osmond de Chaumont, seigneur de Chaumont et de Quitry.
Jouy est alors l'une des trois paroisses appartenant au diocèse de Paris, doyenné de Montmorency au-delà de l'Oise, les deux autres étant Andrésy et Lieux.
Les cisterciens de l'abbaye Saint-Martin de Pontoise et de Notre-Dame-du-Val à Mériel sont propriétaires de vignes à Jouy dès le XIIe siècle. Ces derniers possédent à partir de 1263 une partie du fief de Gaignons ou Vengnions donné par l'écuyer Géraud de Joy, achetèrent une vigne situé sur ce fief en 1318 et des vignes au Coudray. Il reste encore au XIIIe siècle quelques fiefs appartenant au roi dans la vallée de Joy comprenant le hameau de Lieux. Dans le territoire du hameau de Jouy-la-Fontaine, se trouve un fief appelé  fief du pré du Buc ayant appartenu à la comtesse de Conti. Toutefois le chapitre de la Cathédrale Notre-Dame de Paris est le plus important propriétaire foncier du territoire et est seigneur de Jouy jusqu'à la Révolution française. Cultivée par de petits vignerons, la vigne produit un vin aigrelet, le ginglet, vendu essentiellement aux cabaretiers des environs et à Pontoise.[réf. nécessaire]

### Époque contemporaine
Concurrencée par les vins du Midi au XIXe siècle grâce au chemin de fer, la viticulture décline rapidement et fait place aux cultures fruitières qui alimentent Paris. Vergers et potagers se multiplient et approvisionnent les Halles de Paris.
Le 15 août 1875 un orage causa de gros dégâts à Neuville, et dévaste Jouy-le-Moutier, Vauréal, Boisemont, Courdimanche, Osny, Cergy, Puiseux, et Pontoise.
Un village agricole typique... Jusqu’au XIXe siècle, Jouy est un petit village caractéristique du Vexin. L’habitat y est concentré en une série de petits hameaux, alignés le long de l’Oise et séparés par des espaces agricoles. Un habitat ancien et serré aux jardins clos de murs et aux formes variées. Certaines sont des maisons vigneronnes, d’autres des demeures bourgeoises entourées d’un parc ou des fermes en pierre avec cour fermée.
Il faut rappeler qu’à l’époque, l’activité à Jouy est essentiellement agricole.
Ainsi vécu Jouy jusqu’en 1975. À la veille de l’édification de la ville nouvelle, elle ne comptait encore que 1 142 habitants.
En effet, la commune a été radicalement transformée depuis son intégration dans la ville nouvelle de Cergy-Pontoise, le 11 août 1972, qui a fortement modifié sa physionomie. La population s'est alors accrue de 1 200 à 10 000 habitants en moins de cinq ans.
En décembre 1978, les premiers « nouveaux » habitants, les pionniers comme on les surnomme, commencent à s’installer. Plus d’un quart de siècle plus tard, la commune a bien changé. Le village est devenu un quartier d’une ville plus importante. Mais cet essor n’a pas aboli ni le passé, ni l’environnement rural. Si aujourd’hui on peut toujours découvrir l'histoire du village, c’est que des bâtiments anciens ont été préservés et mis en valeur.

## Politique et administration

### Rattachements administratifs et électoraux

#### Rattachements administratifs
Antérieurement à la loi du 10 juillet 1964, la commune faisait partie du département de Seine-et-Oise. La réorganisation de la région parisienne en 1964 fit que la commune appartient désormais au département du Val-d'Oise et à son arrondissement de Pontoise après un transfert administratif effectif au 1er janvier 1968.
Elle faisait partie de 1793 à 1976 du canton de Pontoise de Seine-et-Oise puis du Val-d'Oise, année où elle est rattachée au canton de Cergy. En 1985 un nouveau découpage intervient et la commune intègre le canton de l'Hautil. Dans le cadre du redécoupage cantonal de 2014 en France, cette circonscription administrative territoriale a disparu, et le canton n'est plus qu'une circonscription électorale.

#### Rattachements électoraux
Pour les élections départementales, la commune fait partie depuis 2014 du canton de Cergy-2
Pour l'élection des députés, elle fait partie de la dixième circonscription du Val-d'Oise.

### Intercommunalité
La commune se trouve dans la ville nouvelle de Cergy-Pontoise, aménagée à partir de 1970 par un  syndicat communautaire d'aménagement (SCA), puis, en 1984, par un syndicat d'agglomération nouvelle (SAN) créé en 1984.
L'aménagement de la ville nouvelle étant achevée, celui-ci se transforme en 2004 en communauté d'agglomération, qui a pris la dénomination de Communauté d'agglomération de Cergy-Pontoise et dont Saint-Ouen-l'Aumône est désormais membre.

### Tendances politiques et résultats
Au second tour des élections municipales de 2014 dans le Val-d'Oise, la liste DVD menée par Jean-Christophe Veyrine obtient la majorité absolue des suffrages exprimés, avec 3 350 voix (54,46 %, 26 conseillers municipaux élus dont 4 communautaires), devançant largement celle PS menée par le maire sortant  Gilbert Marsac, — bénéficiant de la fusion de la liste EELV-FG du 1er tour menée par Sylvie Foliguet — qui a recueilli 2 801 voix (45,53 %, 7 conseillers municipaux élus dont 1 communautaire).
Lors de ce scrutin, 41,50 des électeurs se sont abstenus.
Au second tour des élections municipales de 2020 dans le Val-d'Oise, la liste DVG menée par Hervé Florczak obtient la majorité des suffrages exprimés avec 2 383 voix (48,33 %,  25 conseillers municipaux élus dont 4 communautaires) devançant de 351 voix celle DVD menée par le maire sortant Jean-Christophe Veyrine, qui a recueilli 2 032 voix (41,21 %, 7 conseillers municipaux élus dont 1 communautaire).
Une troisième liste, LFI - EELV, menée par Gérard Januario, a obtenu 515 voix (10,44 %, 1 conseiller municipal élu), lors d'un scrutin marqué par la pandémie de Covid-19 en France où 53,64 % des électeurs se sont abstenus,,.

### Liste des maires
| Période                                  | Période                    | Identité                | Étiquette        | Qualité |
| ---------------------------------------- | -------------------------- | ----------------------- | ---------------- | --- |
| Les données manquantes sont à compléter. |                            |                         |                  | |
|                                          |                            |                         |                  | |
| mars 1965                                | mars 1971                  | Octave Treheux          | SE               | |
| mars 1971                                | mars 1977                  | Georges Ajoux           | SE               | |
| mars 1977                                | avril 2008                 | Gabriel Lainé,          | UDF-CDS puis DVD | Chef d'entreprise Conseiller général de l'Hautil (1994 → 2001) Vice-président du conseil général du Val-d'Oise (1998 → 2001) Vice-président de la CA de Cergy-Pontoise[Quand ?] |
| mars 2008                                | mars 2014                  | Gilbert Marsac          | PS               | Cadre retraité, syndicaliste CFDT Vice-président de la CA de Cergy-Pontoise (2008 → 2014)                                                                                       |
| avril 2014                               | juillet 2020               | Jean-Christophe Veyrine | DVD              | Directeur des systèmes d'information Vice-président de la CA de Cergy-Pontoise (2014 → 2020)                                                                                    |
| juillet 2020                             | En cours (au 14 mars 2025) | Hervé Florczak          | DVG              | Fonctionnaire de police Vice-président de la CA de Cergy-Pontoise (2020 → ) |

### Jumelages
- Bornheim (Allemagne) (échanges d'élèves avec le collège Henri-Guillaumet).

## Équipements et services publics

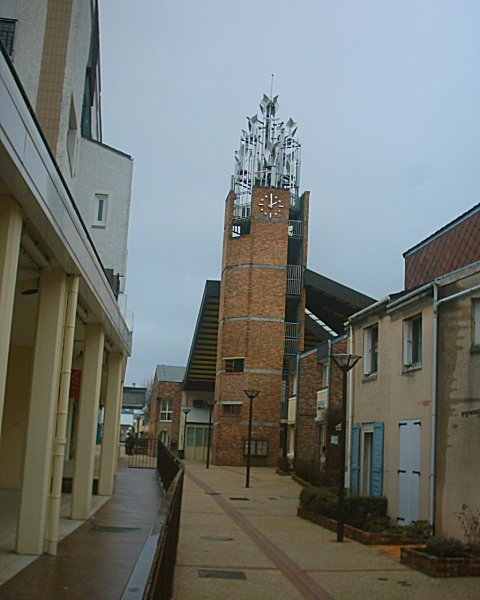
Maison de quartier.

### Enseignement
Sept groupes scolaires (maternelle et élémentaire), trois écoles primaires, deux collèges, un lycée privé, un lycée public, un centre de formation en alternance[Quand ?], et notamment :.
- Lycée Notre-Dame-de-la-Compassion Elisabeth Molé (en)

### Équipements culturels
La ville dispose d'un centre culturel regroupant différentes activités. Il y a une salle de spectacle, un studio d'enregistrement : le Nautilus. On peut aussi y trouver une bibliothèque pour tous âges.

### Justice, sécurité, secours et défense
La commune fait partie de la juridiction d’instance, de grande instance ainsi que de commerce de Pontoise,.

## Population et société
Les habitants sont appelés les Jocassiens.

### Démographie
L'évolution du nombre d'habitants est connue à travers les recensements de la population effectués dans la commune depuis 1793. Pour les communes de plus de 10 000 habitants les recensements ont lieu chaque année à la suite d'une enquête par sondage auprès d'un échantillon d'adresses représentant 8 % de leurs logements, contrairement aux autres communes qui ont un recensement réel tous les cinq ans,.

En 2022, la commune comptait 17 411 habitants, en évolution de +8,52 % par rapport à 2016 (Val-d'Oise : +4 %, France hors Mayotte : +2,11 %).
| 1793 | 1800 | 1806 | 1821 | 1831 | 1836 | 1841 | 1846 | 1851 |
| ---- | ---- | ---- | ---- | ---- | ---- | ---- | ---- | ---- |
| 919  | 842  | 794  | 762  | 779  | 776  | 790  | 772  | 728  |

| 1856 | 1861 | 1866 | 1872 | 1876 | 1881 | 1886 | 1891 | 1896 |
| ---- | ---- | ---- | ---- | ---- | ---- | ---- | ---- | ---- |
| 732  | 766  | 713  | 697  | 676  | 627  | 671  | 669  | 688  |

| 1901 | 1906 | 1911 | 1921 | 1926 | 1931 | 1936 | 1946 | 1954 |
| ---- | ---- | ---- | ---- | ---- | ---- | ---- | ---- | ---- |
| 731  | 726  | 711  | 632  | 721  | 751  | 717  | 678  | 767  |

| 1962 | 1968  | 1975  | 1982  | 1990   | 1999   | 2006   | 2011   | 2016   |
| ---- | ----- | ----- | ----- | ------ | ------ | ------ | ------ | ------ |
| 954  | 1 107 | 1 204 | 6 557 | 16 910 | 17 804 | 17 102 | 16 376 | 16 044 |

| 2021   | 2022   | - | - | - | - | - | - | - |
| ------ | ------ | - | - | - | - | - | - | - |
| 17 175 | 17 411 | - | - | - | - | - | - | - |

### Vie associative
43 associations de loisirs, 52 associations de quartiers et ASL, 18 associations diverses[Quand ?].
La Boite à Chansons, chorale de Jouy le Moutier depuis 1987 se produit principalement sur la ville, mais également en province et à l'étranger Angleterre, Allemagne. Elle pour habitude de recevoir des chorales amies pour ses concerts. en juillet 2015, elle a accueilli une chorale québécoise. en juillet 2017 à son tour, La Boite à Chansons partira à Trois-Rivières (Québec) rencontrer la chorale Chœur du Roi.
L'association Le Cadratin de Jouy récupère les vieilles machines à imprimer pour faire des travaux typographiques et pédagogiques,.

## Économie
- IEU (Institut de l'environnement urbain) de la Chambre de commerce et d'industrie de Versailles-Val-d'Oise-Yvelines.

## Culture locale et patrimoine

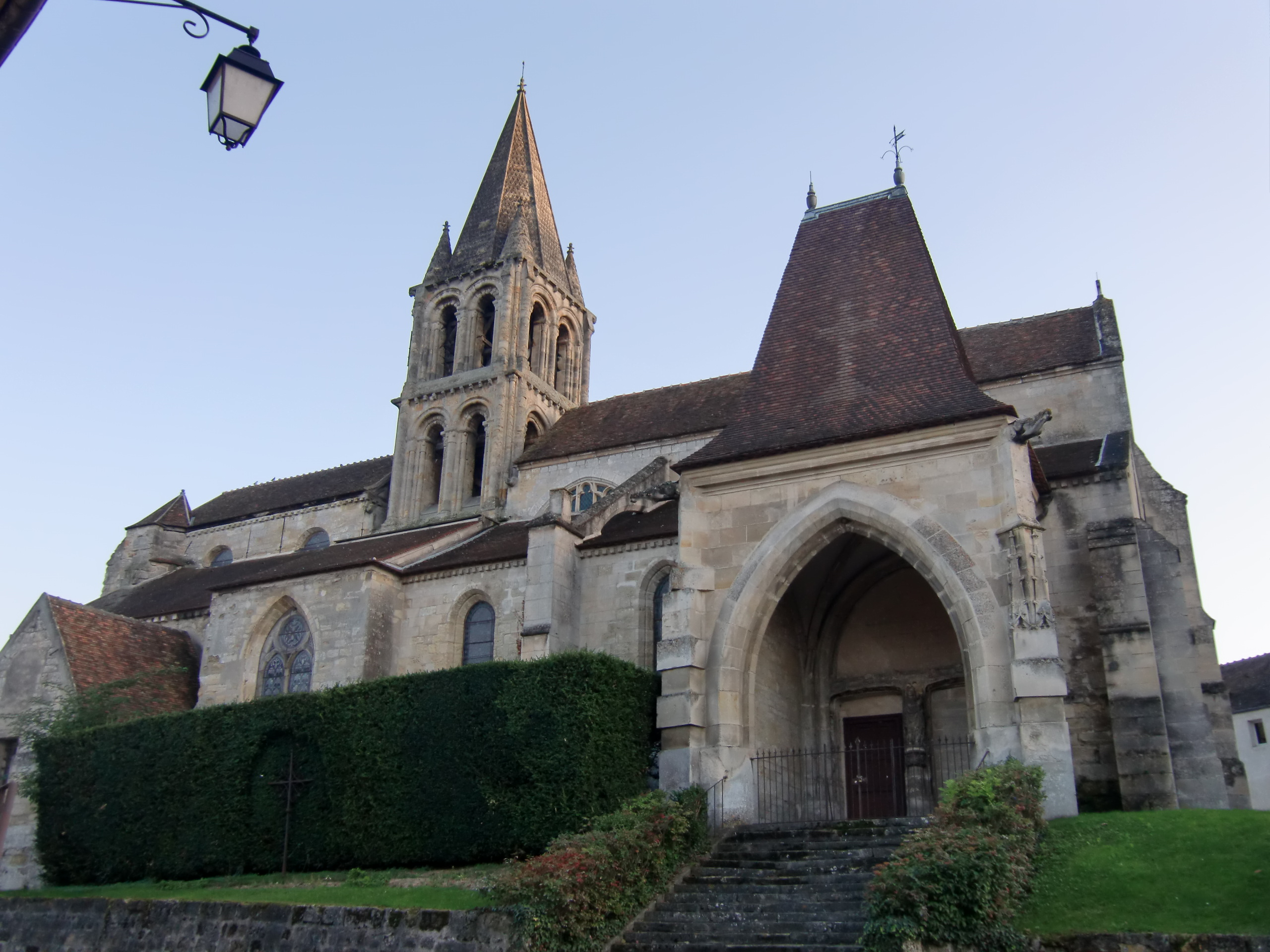
L'église Notre-Dame.

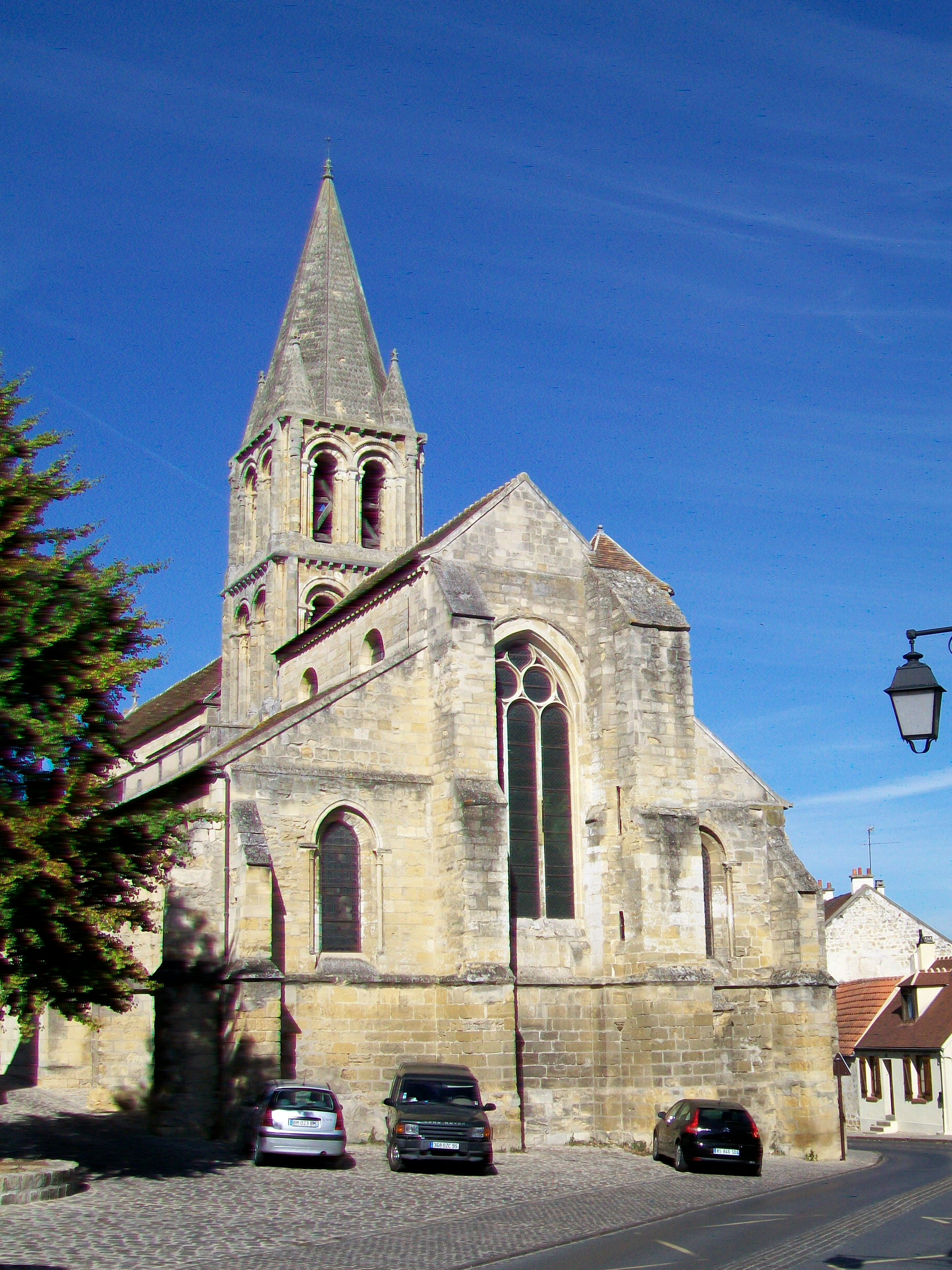
Façade orientale.

### Lieux et monuments
Jouy-le-Moutier compte deux monuments historiques sur son territoire :
- Église de la Nativité-de-la Sainte-Vierge[46], Grande-Rue (classée monument historique par arrêté du 11 décembre 1912[47]) :

Elle est le fruit de quatre principales campagnes de construction distinctes au XIIe siècle, pendant la première moitié du XIIIe siècle, pendant la seconde moitié du même siècle, et pendant le XVIe siècle.
L'église est de plan cruciforme classique et se compose d'une nef de trois travées avec ses bas-côtés ; d'un transept non saillant ; d'un chœur au chevet plat avec ses deux collatéraux ; d'un clocher central s'élevant au-dessus de la croisée du transept et d'un grand porche devant le bas-côté nord. Le clocher est l'élément roman le plus significatif qui subsiste. Il se distingue par ses deux étages similaires, ajourés de deux étroites baies abat-son gémelées par face. Les arcades plein cintre sont cantonnées de colonnes à chapiteaux sculptés en feuillages, et surmontées d'archivoltes reposant sur le même type de colonne, celle au centre étant commune aux deux archivoltes. En outre, chaque face du clocher est également flanquée de deux colonnes (simples fûts sans chapiteaux au premier étage), auxquelles s'ajoutent des colonnes à chacun des quatre angles du clocher. La flèche est une pyramide octogonale en pierre, décorée d'écailles. Elle est flanquée de quatre clochetons coniques aux angles.
Le chœur gothique date de la période de 1220 à 1240 et constitue un ensemble homogène avec ses collatéraux, et à l'origine aussi avec les croisillons. Hormis la grande verrière du chevet, les baies sont encore des lancettes simples flanquées de colonnes, en tiers-point sauf pour les fenêtres hautes du chœur, qui sont plein cintre et en grande partie occultées par les toits en appentis des collatéraux. Fait plutôt rare, les croisillons du transept sont également couverts de toits en appentis, ce qui a permis de ne pas obstruer le premier étage du clocher. Pendant la seconde moitié du XIIIe siècle, une nef et des bas-côtés neufs remplacent la nef romane, dont ne reste que la façade occidentale. La nef est refaite une seconde fois au XVIe siècle, en ne gardant que les murs extérieurs, le portail nord avec son porche est construit, et le transept est également repris. La nef est éclairée latéralement par trois arcades en cintre surbaissé, deux fois plus larges que hautes, pourvues de remplages flamboyants. La façade occidentale comporte un grand portail pour la nef et un petit portail pour le bas-côté sud, dont l'accès et situé à environ un mètre plus haut. Les deux sont en tiers-point ; le petit portail remonte au XIIIe siècle tout comme par ailleurs les contreforts devant les murs des bas-côtés ; et le grand portail subsiste du XIIe siècle hormis les colonnes refaites au XVIe siècle, époque à laquelle les contreforts correspondant à la nef ont été ajoutés. Les chapiteaux des colonnettes du portail central sont sculptés en feuilles d'acanthe et supportent une triple archivolte ; le tympan est nu. Ce portail central est surmonté par une baie flamboyante à deux lancettes aux têtes tréflées. En haut des façades des bas-côtés, se trouvent deux courtes corniches à modillons sculptés en masques, ayant survécu aux travaux du XVIe siècle,.
- Grande Pierre de Jouy : menhir situé au lieu-dit les Grandes Pierres (classée monument historique par arrêté de 1976[50]) Mesurant 2,55 m sur 3 m, ce mégalithe en grès n'a été découvert par les archéologues qu'en 1874. 
Déjà fortement incliné à cette époque, le menhir s'est entièrement couché depuis et n'est donc plus reconnaissable comme tel[49]. Le monument ne bénéficie d'aucun entretien, et son site n'est pas indiqué par un panneau ou des balisages.

On peut également signaler :
- Pont de l'Oise dit de Neuville, RD 48

Au début du XXe siècle un pont suspendu a été construit entre Neuville et Jouy. Ce pont a remplacé le service de bac entre les communes. À l'aube de la Seconde Guerre mondiale, un nouveau pont fut construit pour remplacer le précédent, mais il fut dynamité quelques mois plus tard au début des hostilités. Un nouveau pont identique au précédent a été reconstruit en 1974
- Calvaire de Vincourt, rue de Maurecourt

La croix en fer forgé caractéristique du milieu rural est montée sur un petit socle récent, qui lui-même repose sur un grand socle beaucoup plus ancien.
- Ancienne gare de « Vincourt-Neuville » de la CGB, chemin des Miettes : Cette gare a été desservie par la voie ferrée d'intérêt local de Pontoise à Poissy de la Compagnie des chemins de fer de grande banlieue (CGB), exploitée entre 1912 et 1948, avec correspondance pour Magny-en-Vexin à Sagy. Toutes les gares de la ligne sont munies de bâtiments-voyageurs en meulière de ce même type, avec halle à marchandises accolée. Le chemin des Miettes n'est autre que l'ancien tracé de la ligne de chemin de fer, aménagé en piste cyclable et promenade à partir du centre de Jouy-le-Moutier jusqu'à Cergy.
- Croix de cimetière, au cimetière, Grande-Rue : La croix proprement dite est sans intérêt, mais le socle est particulièrement marqué par les traces du temps et l'influence des intempéries, ce qui indique son ancienneté. La croix de cimetière sert en même temps de monument funéraire pour deux curés de Jouy-le-Moutier au XIXe siècle.
- Lavoir de la fontaine Bénite, rue de la Fontaine-Bénite

Grand lavoir couvert en atrium, avec un bassin rectangulaire au ciel libre en son centre. Comme sur les autres lavoirs de la commune, le côté ouvert sur la rue présente une charpente apparente d'une disposition particulière, avec des poutres formant des croix de saint André en même temps des arcades au-dessus des ouvertures.
- Mairie-école, 56 Grande-Rue

Depuis 1865, une mairie avec deux salles d'école, une pour les garçons et une pour les filles, existe sur le même lieu, abritée dans une maison de la fin du XVIIIe siècle. En 1900, cet édifice apparaît vétuste et bien exigu pour le nombre d’enfants scolarisés. La ville opte alors pour la reconstruction d’une mairie-école de type classique, en pierre et en brique. Ainsi est né l’hôtel de ville actuel. Autour d’un couloir central se répartissent, au rez-de-chaussée, l’école des filles et celle des garçons qui disposent chacune d’une cour de récréation, d’un préau et d’un logement pour les instituteurs. Les locaux municipaux se trouvent, eux, à l’étage.
- Théâtre Saint-Vincent, Grande-Rue (RD 55)

Construit en 1811, partiellement détruit par un incendie en 1866 et entièrement restauré par les Beaux Arts de Paris en 1992, il peut accueillir jusqu'à 120 personnes. Ce superbe théâtre « baroque » à l'italienne se caractérise par ses fresques murales hautes en couleur, son balcon ancien, son parquet de chêne, sa scène et son lustre central. Ce lieu est unique dans la région. Utilisé pour tous les évènements de Jouy-le-Moutier, il a été un peu oublié avec la naissance de la ville nouvelle de Cergy-Pontoise dont Jouy-le-Moutier fait partie. Aujourd'hui y sont organisées de nombreuses soirées café-théâtre et musicales, des bals, des mariages, etc,.
- Vieux puits au jardin Lapresté, entre l'église et le chemin des Miettes

Puits traditionnel de la région, restauré dans le cadre de l'aménagement du jardin public.
- Ancien viaduc ferroviaire, rue de la Vallée

Ce viaduc à trois arches appartenait à la ligne CGB de Poissy à Pontoise mentionnée ci-dessus, devenue ici le chemin de la Ligne parcourable à pied ou à vélo par.
- Lavoir couvert, 21 ter Grande-rue

Ce lavoir se situe un peu à l'écart de la rue. Il est accessible par une courte sente en herbe, mais également par un escalier depuis le jardin public à côté.
- Lavoir de Jouy-la-Fontaine, rue des Blanchards

Il date de la première moitié du XIXe siècle et est strictement identique au lavoir de la fontaine Bénite (voir ci-dessus). Sans illustration.
- Château d’Écancourt, au hameau du même nom

Construit à la fin du XIXe siècle, le château d’Écancourt appartenait au général Léon Bassot (1841-1917) militaire, astronome, géographe, membre de l’Institut, commandeur de la Légion d’honneur, vice-président du bureau des longitudes et de la société de géographie. Le château sert aujourd'hui de centre de formation à la société Veolia. Sans illustration.
- Ferme d’Écancourt, au hameau du même nom, rue de la Roche

Ferme caractéristique du Vexin français s'organisant autour d'une cour rectangulaire, avec un colombier octogonal dans un angle. Après la fin de l'exploitation commerciale, la ferme a été réhabilitée par des bénévoles et transformée en ferme pédagogique. Les programmes éducatifs s'adressent principalement aux enfants des écoles maternelles et élémentaires. La ferme est également ouverte à la visite pour les familles ou les visiteurs individuels, mais un contact avec les animaux et une participation aux activités n'est pas possible dans ce cadre.

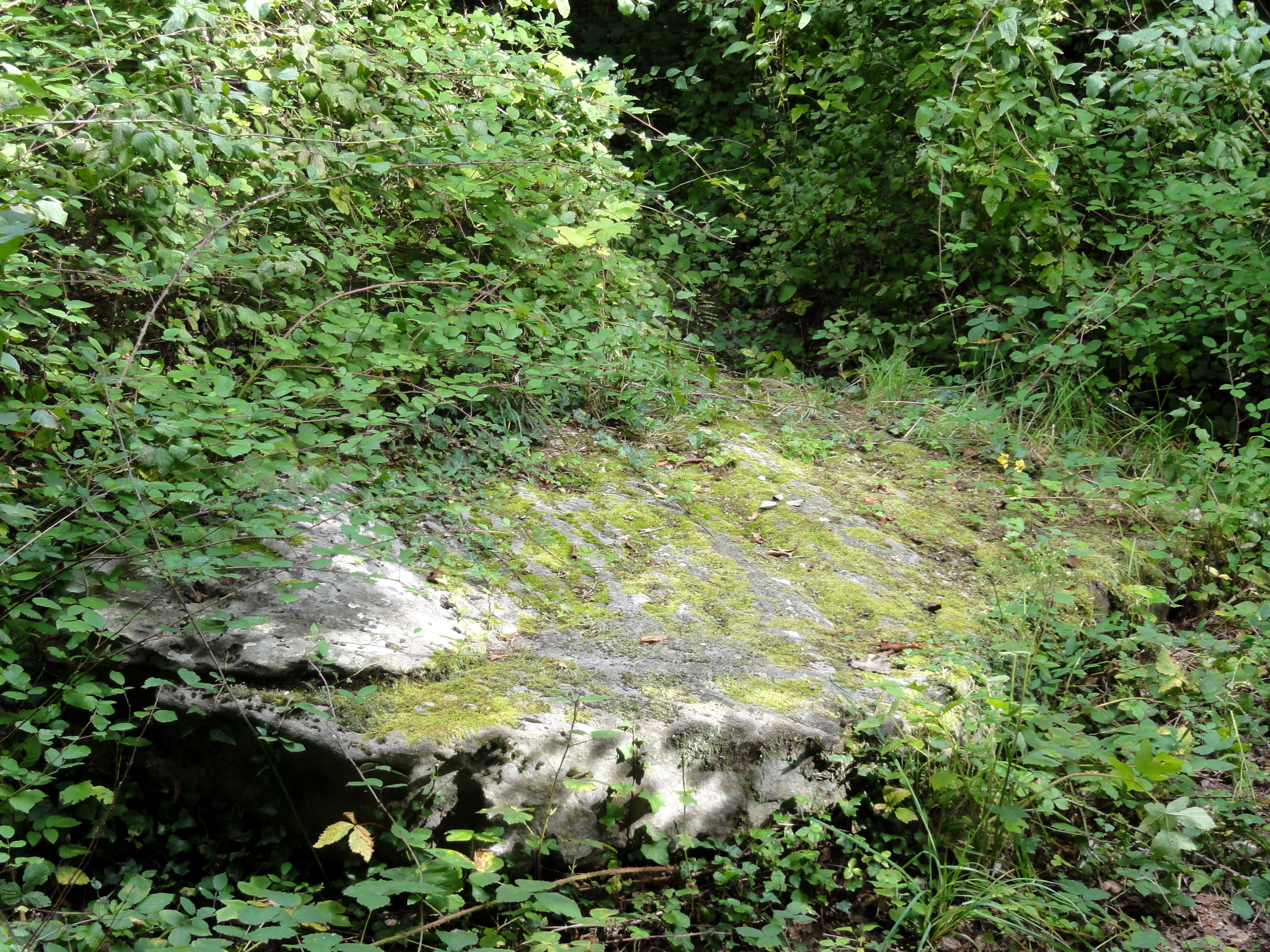
Grande Pierre de Jouy.
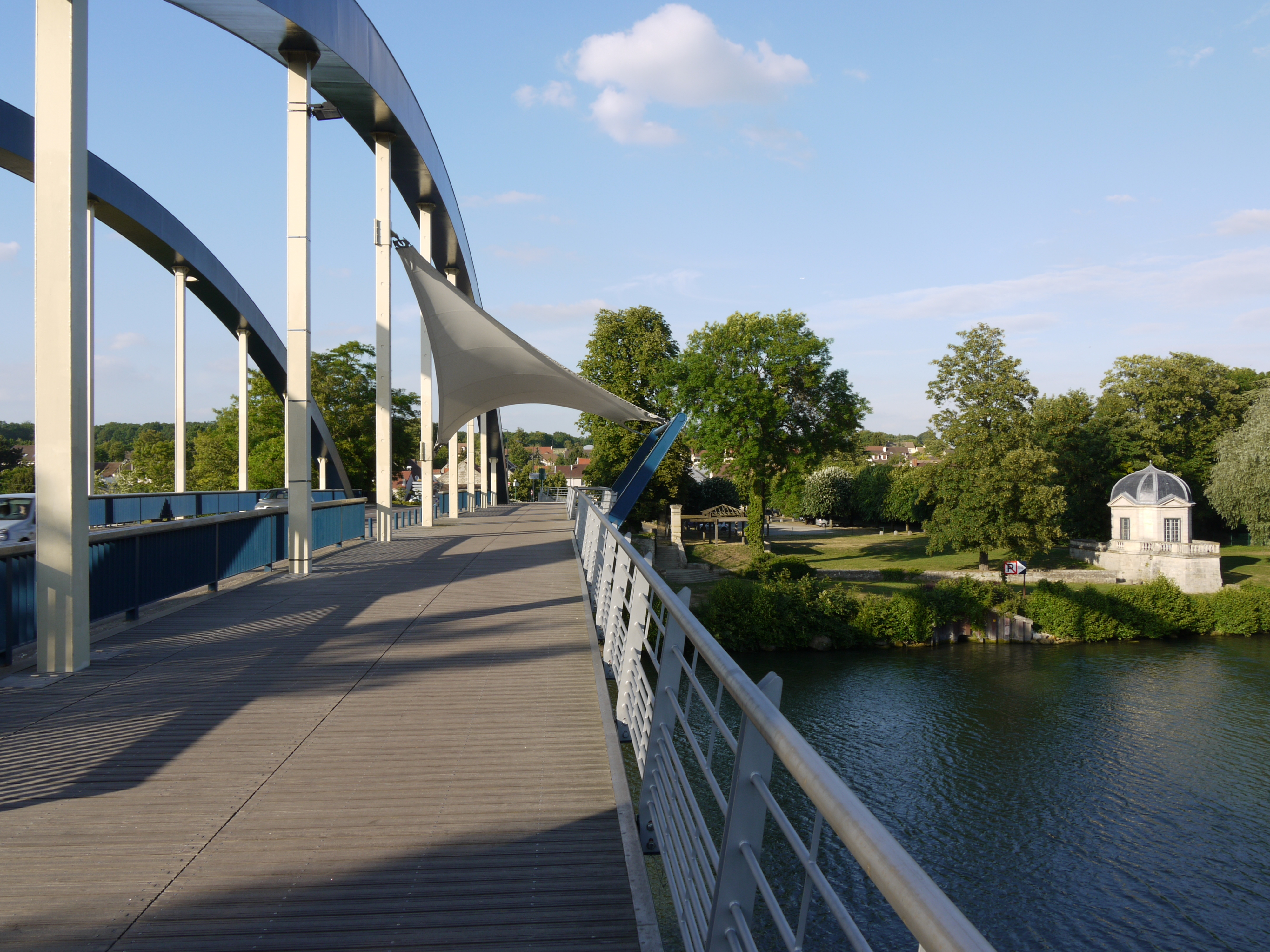
Pont de Neuville.
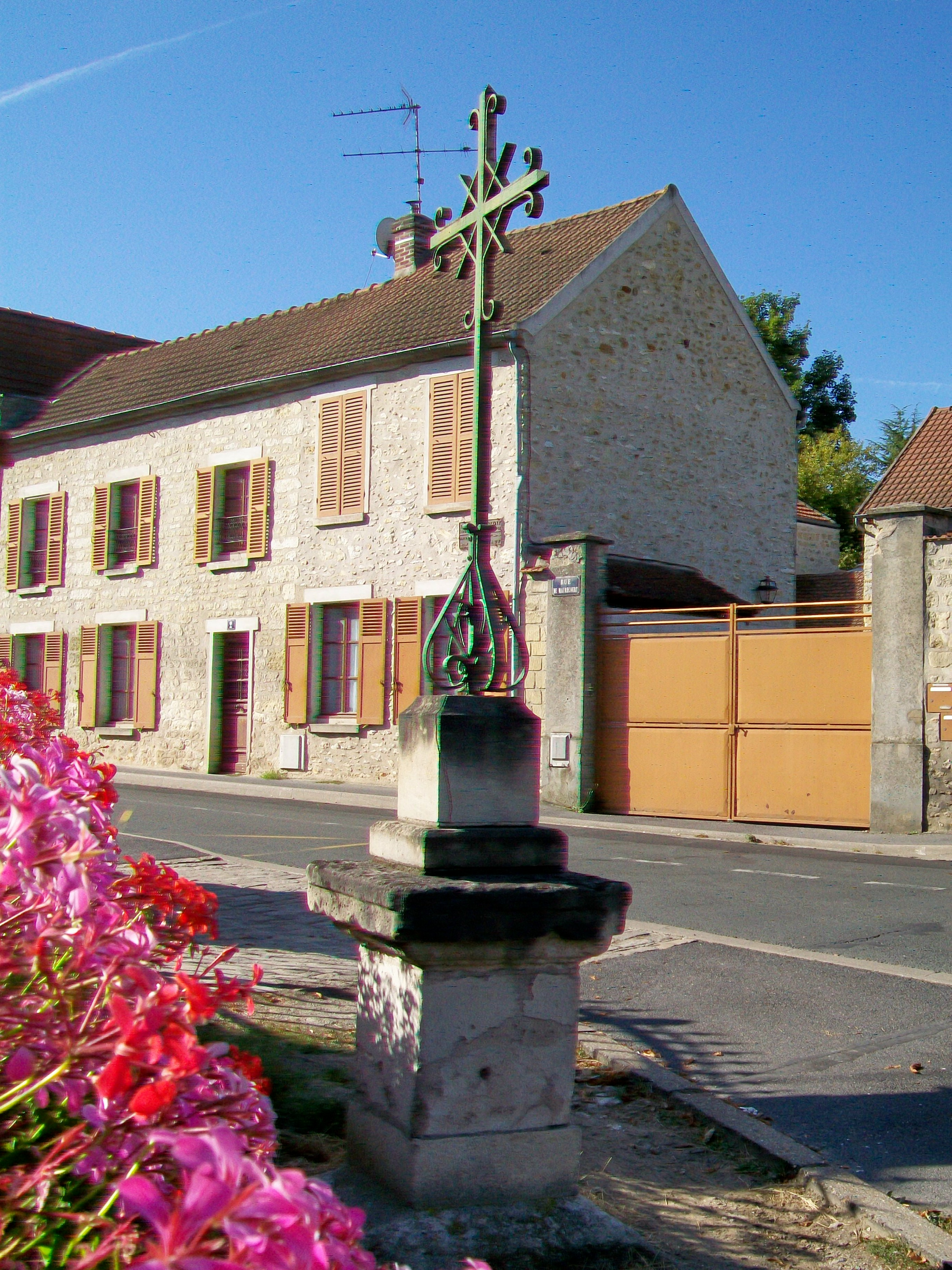
Calvaire de Vincourt.
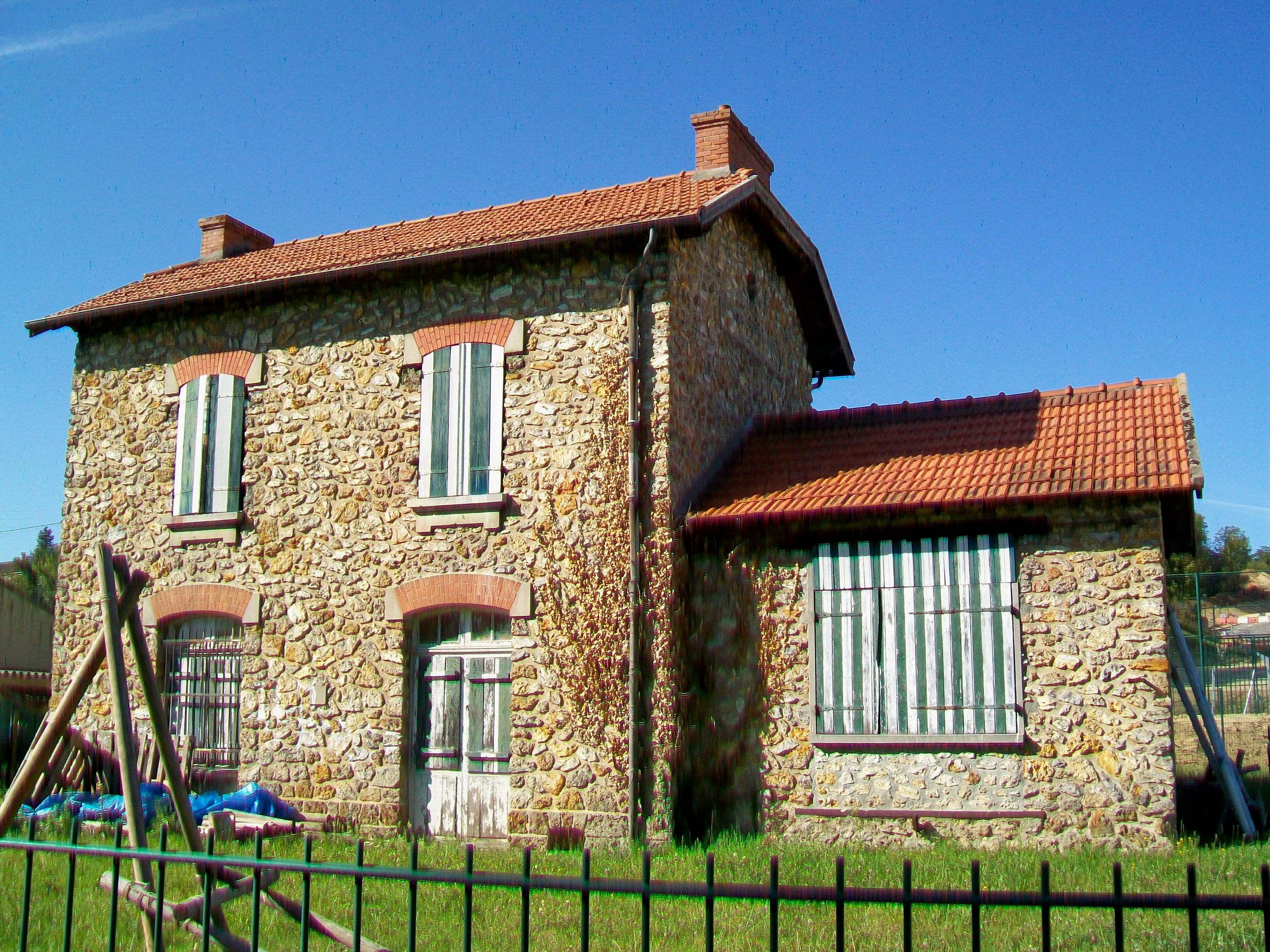
Ancienne gare CGB.
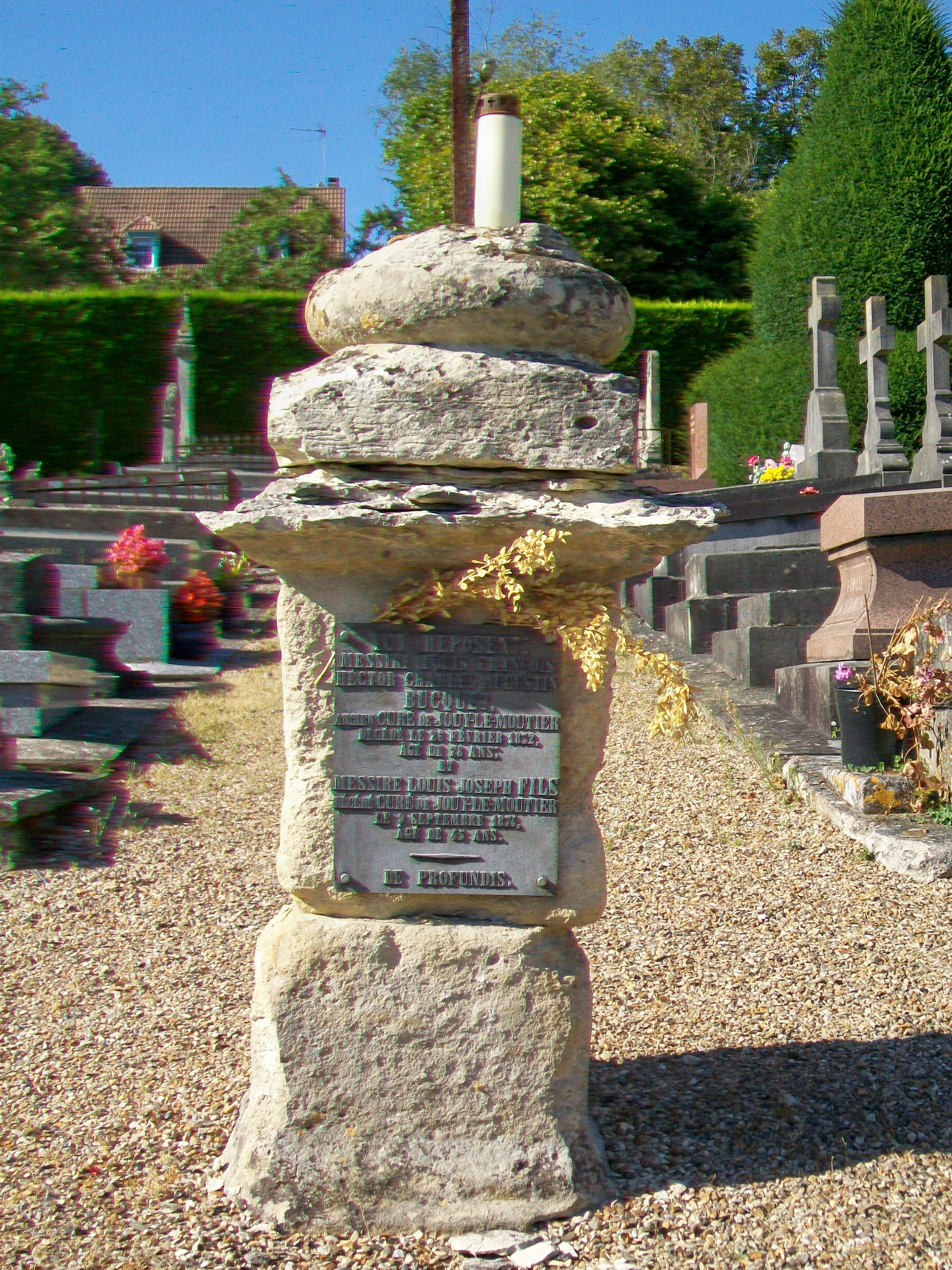
Croix de cimetière.
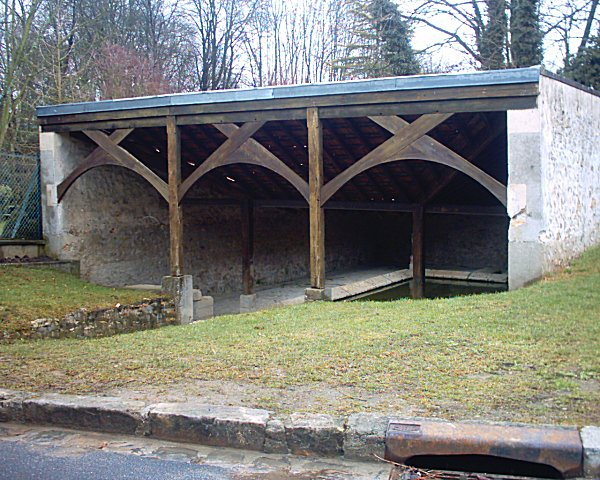
Lavoir de la fontaine Bénite.
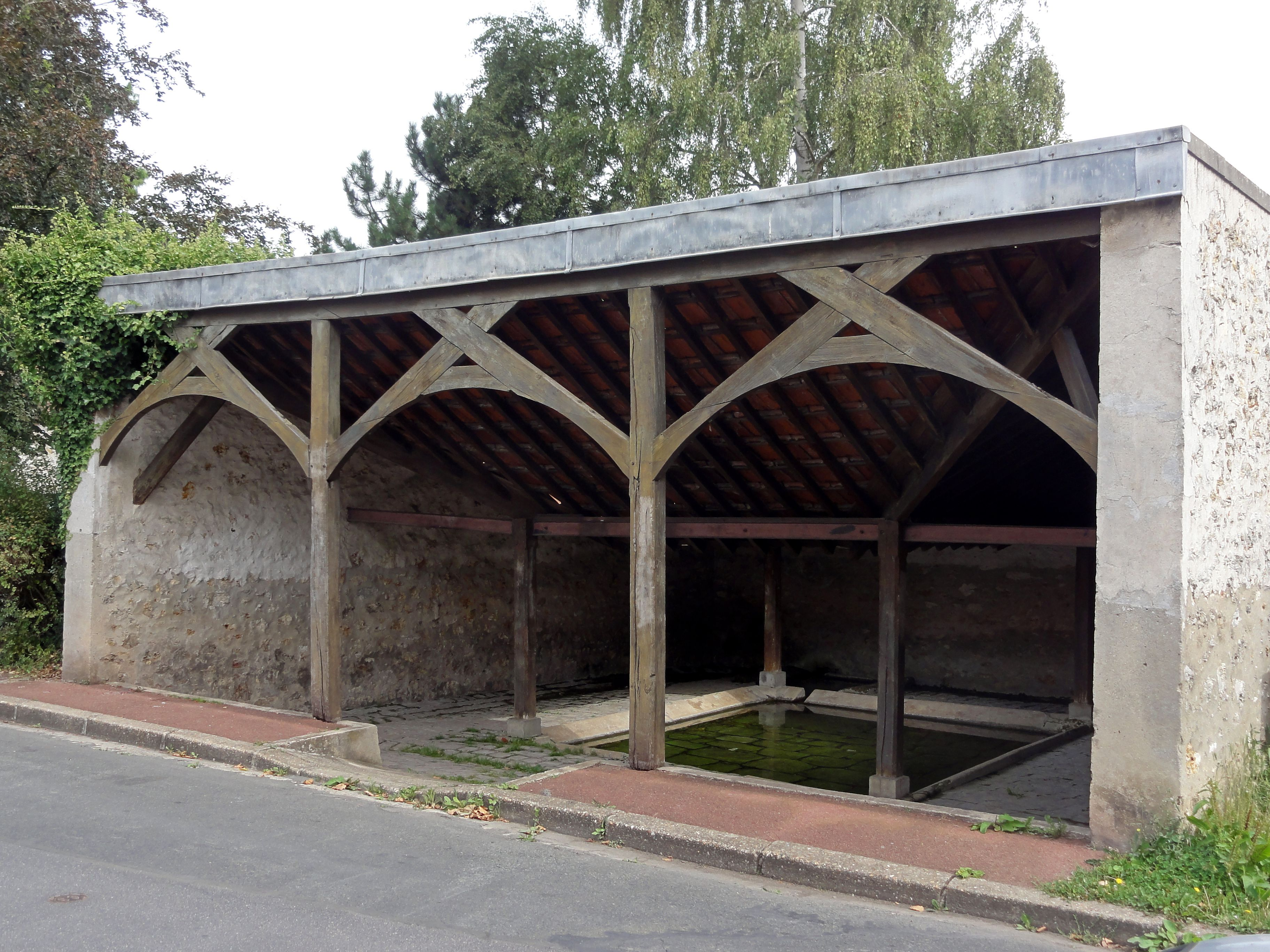
Lavoir de Jouy-la-Fontaine.
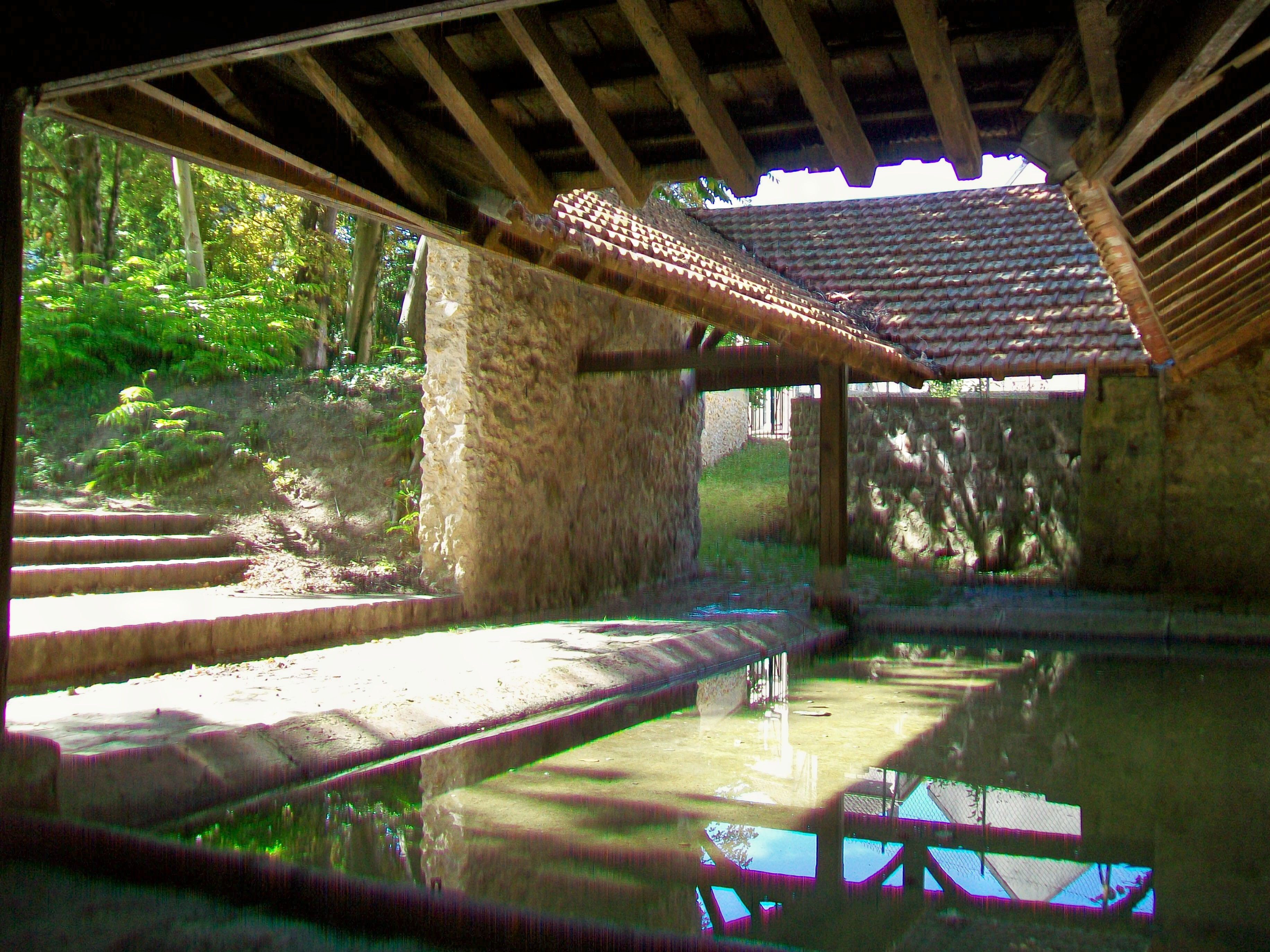
Lavoir au centre-ville.
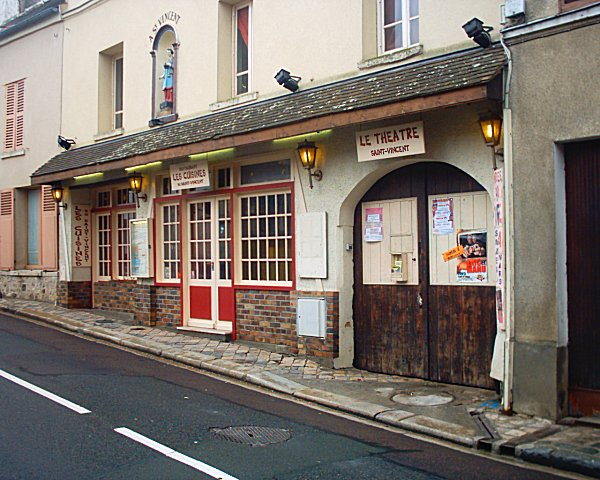
Théâtre Saint-Vincent.
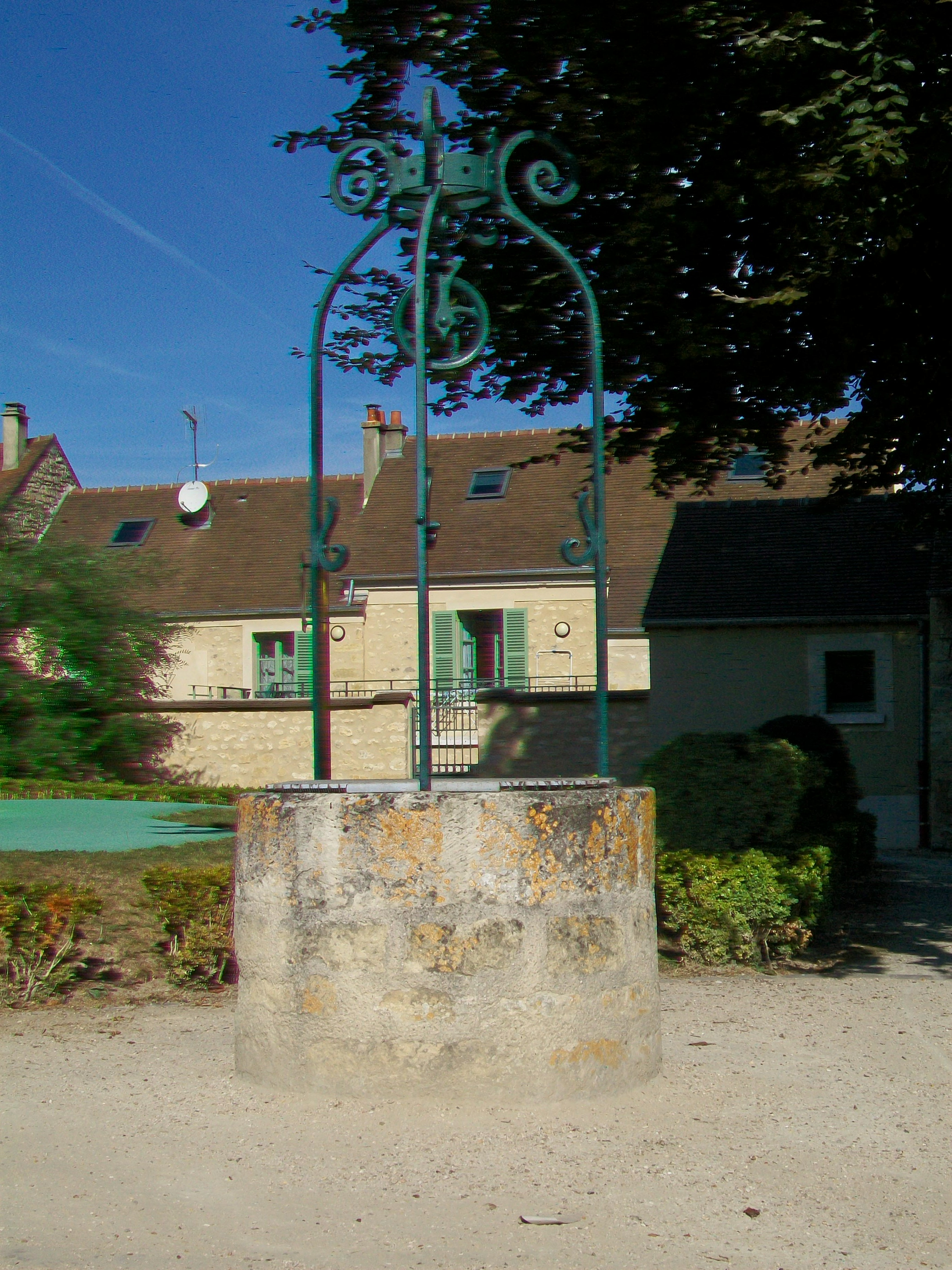
Vieux puits.
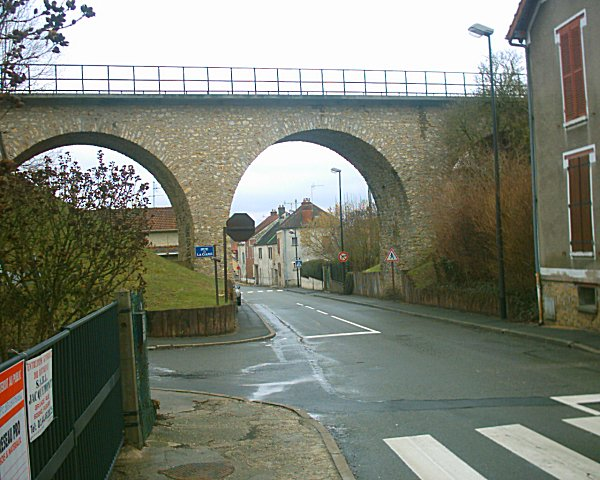
Ancien viaduc ferroviaire.
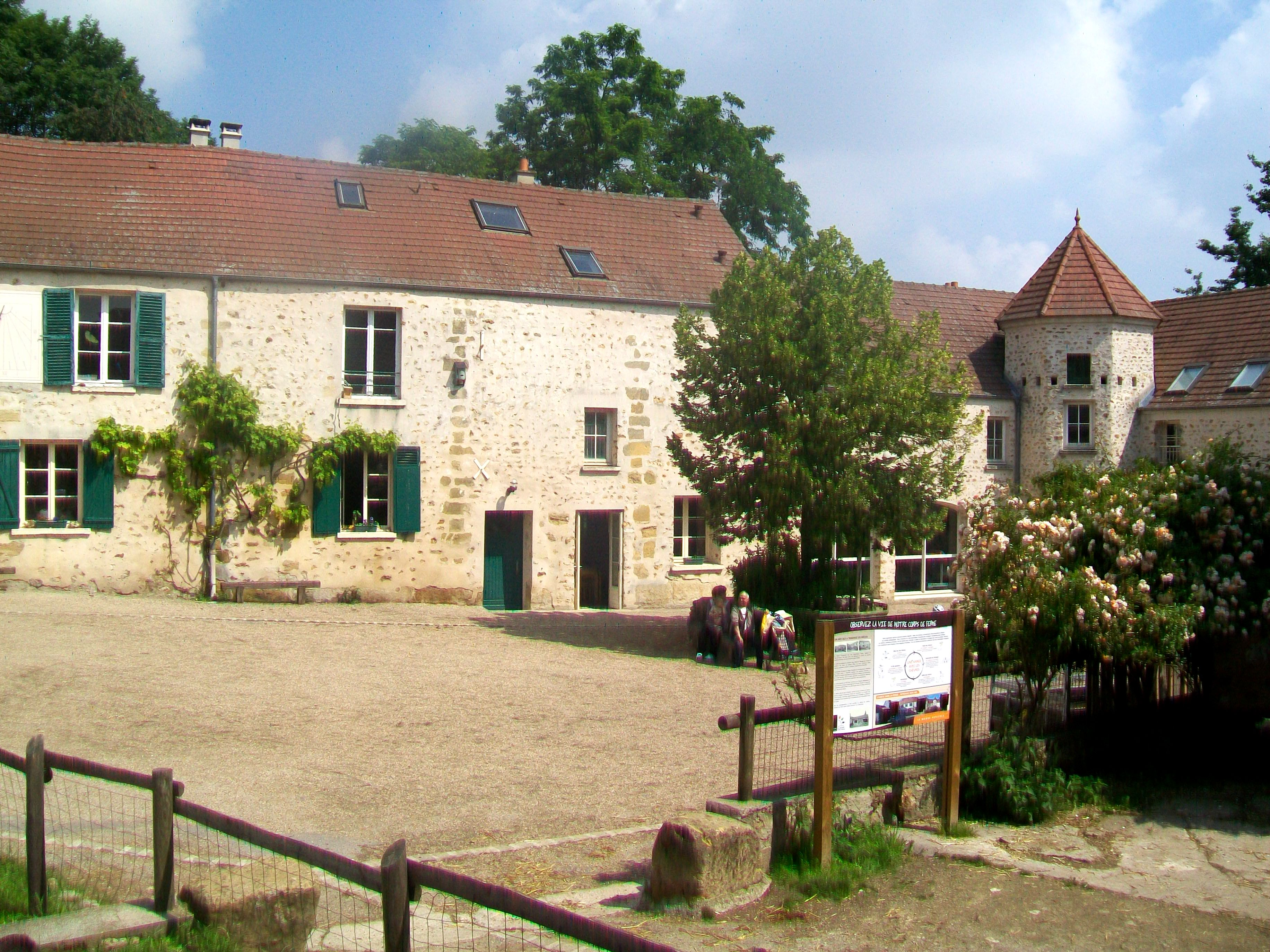
Ferme d’Écancourt.

### Jouy-le-Moutier dans les arts et la culture
- L'escalier de l'église et la mairie de Jouy-le-Moutier apparaissent fugitivement dans le film On a retrouvé la septième compagnie lorsque les Allemands cherchent un hébergement pour leurs prisonniers (avant d'arriver dans un château)[55],[56].
- La boîte à chansons (chorale de Jouy-le-Moutier) a participé (chants et figuration) au film Séraphine.

### Personnalités liées à la commune
- Théophile Alexandre Steinlen (1859-1923), peintre, vécut et travailla à Jouy-le-Moutier[57].
- Raoul Auger (1904 -1991), illustrateur et dessinateur français, ayant également travaillé sous le pseudonyme de J.-P. Ariel, Beauchampois à compter de 1946, il a réalisé le blason de la commune.
- André Eve (1931-2015), célèbre rosieriste, est né à Jouy-le-moutier.
- Pascal Jules (1961-1987), cycliste professionnel, vivait au hameau de Glatigny.
- Les Ogres de Barback, groupe de chanson, ont passé leur enfance et leur adolescence rue de l'Épinette .

### Héraldique
| Blason de Jouy-le-Moutier | Blason  | Parti : au 1er d'azur à l'église d'or ajourée et maçonnée de sable posée sur une terrasse isolée de sinople, au 2e de gueules au beffroi d'argent ajouré de sable, posé aussi sur la terrasse isolée de sinople, en chef une grappe d'or, brochant sur la partition, en pointe, des ondes d'argent mouvantes d'une plaine d'azur. Et brochant sur le tout, un tilleul de sinople au tronc d'or. DeviseJouy est nôtre… bien en advienne. |
| Blason de Jouy-le-Moutier | Détails | Écu surmonté d'une couronne murale, soutenu d'une branche de chêne à dextre, de laurier à senestre (non représenté ici). Ce blason a été défini et réalisé par l'illustrateur Raoul Auger (1903-1991), comme celui de Beauchanp où il s'était installé en 1946. Le statut officiel du blason reste à déterminer. |

## Pour approfondir